# エレナ (ストリートファイター)
エレナ（Elena）は、カプコンの2D対戦型格闘ゲーム『ストリートファイターIII』シリーズなどに登場する架空の人物。

## キャラクターの概要
カポエイラを駆使して戦う女性格闘家にして、良家の令嬢（族長の娘）。『ストリートファイターIII』（以下『ストIII』）シリーズの時点では女子高生で、『ストリートファイターIII -NEW GENERATION-』（以下『1st』）と『ストリートファイターIII 2nd IMPACT』（以下『2nd IMPACT』）では日本、『ストリートファイターIII 3rd STRIKE』（以下『3rd STRIKE』）のエンディングではフランスに留学している。
大自然の中で、不自由なく可愛がられて育った。常に感動と感謝の念を忘れないおおらかな性格をしている。
ホームステージはケニア。『1st』『2nd IMPACT』時は大瀑布の付近で、2セット目にバックが変わる。『3rd STRIKE』時は夕暮れのサバンナに場所が変更された。
『1st』のサウンドトラックで「アフリカの内田有紀」というコンセプトでデザインされたという趣旨が書かれている。
ヒューゴーの『2nd IMPACT』のエンディングでは、エレナがCPU戦での最後の対戦相手だった場合に、タッグチーム「ビューティー&ビースト」を結成する。その際のキャッチコピーは「大自然の戦士」。
『ストリートファイター X 鉄拳』（以下『ストクロ』）ではDLCキャラクターとして登場し、ダッドリーの自宅の大樹から発する声に導かれて彼とタッグを組むことになる（PS Vita版では最初から使用可能）。
『ウルトラストリートファイターIV』（以下『ウルIV』）では祈祷師から「死を生み出す者たち」の存在を告げられた父の頼みで、その実態を確かめるために旅に出る。また、対戦相手を生物や自然に例える勝利コメントを言うことが多い（ダルシムは腕をゾウの鼻、ガイルは髪をアブラヤシ、サガットはバオバブ、ヒューゴーはケニア山に例えられている）。
『ストリートファイターV』では参戦していないが、Gのアーケードモードのエンディングに登場している。
『ストリートファイター6』（以下『スト6』）ではYear 2の追加キャラクターとして参戦。同作でのデフォルトの姿は後ろ髪を少し伸ばし、ゼブラ柄のパンツを着用している。

### 家族
家族構成と家族の名前はゲーメストムック『ストリートファイターIII ファンブック』で紹介されており、父親と兄は『3rd STRIKE』と『ウルIV』のエレナのエンディングに姿を見せているが、母親は『ストリートファイターV』の公式サイト「シャドルー格闘家研究所」の「キャラ図鑑」で初登場した。なお、父親以外はエレナと同様に銀髪である。
ジャファリ
身長は190cm。体重は92kg。生日は1月2日。血液型は不明。好きな物は一族の精神。嫌いな物は酒類（苦手）。
エレナの父親。サバンナの誇り高き戦士の血を受け継ぐ一族の指導者で、非常に聡明な男性。娘と同じくフランスに留学した経験があり、薬学や獣医学の博士号を持っている。
アミーナ
身長は183cm。体重は62kg。生日は2月7日。血液型は不明。好きな物は家族とスクマウィキ。嫌いな物は舗装された道。
エレナの母親。心の優しい女性で、夫や子供たちを愛している。彼女の親戚も近くに暮らしている。
マーカス
身長は184cm。体重は77kg。生日は9月7日。血液型は不明。好きな物はカポエイラ。嫌いな物は甘いもの。
エレナの兄。妹と同じくカポエイラの達人で、尊敬する父親の背中を見て育った。父親の後を継いで一族を治めようと決意を固めている。実はディージェイの隠れファンだとされている。

## ゲーム上の特徴
カポエイラ使いなので、腕を使った攻撃がなく足のみで戦う（ただし、ブロッキングの時は腕を使う）。一般的なキャラクターと違って遠近で通常技が変化しないのが特徴で、豊富な特殊技と高い機動力を武器に戦う。また、蹴り技のみのため攻撃のリーチは長いが、やや動作が遅く隙が大きい。
『ストIII』シリーズの登場キャラクターでは、ギル以外で唯一体力を回復できる。

## 技の解説

### 通常技
立ち状態の遠近およびジャンプ状態の垂斜の区別はない。なお、パンチボタンによる攻撃は全てキック技となっており、この辺りはM.バイソンやダッドリーとは逆になっている。

#### ストIII
| 操作     | 立ち             | しゃがみ                 | ジャンプ             |
| -------- | ---------------- | ------------------------ | -------------------- |
| 弱パンチ | チークスパン     | クラウチングフロント     | ニーアタック         |
| 中パンチ | ネックカッター   | クラウチングフロント     | ハイジャベリン       |
| 強パンチ | ラウンドホップ   | レッグアッパー           | ハイソバット         |
| 弱キック | スタンドロー     | クラウチングサイドロー   | ジャンプキック       |
| 中キック | リブブレイク     | クラウチングサイドミドル | ロージャベリン       |
| 強キック | ラウンドステップ | ルートブレイク           | オーバーヘッドキック |

#### スト6
| 操作     | 立ち             | しゃがみ             | ジャンプ             |
| -------- | ---------------- | -------------------- | -------------------- |
| 弱パンチ | チークスパン     | クラウチングフロント | ニーアタック         |
| 中パンチ | ブレイズパーチ   | リングカッター       | クレストフラップ     |
| 強パンチ | ラウンドホップ   | アカシアブランチ     | ハイソバット         |
| 弱キック | スタンドロー     | リトルラップ         | ジャンプキック       |
| 中キック | スプルースベント | サーフェスキック     | ロージャベリン       |
| 強キック | ラウンドステップ | ルートブレイク       | オーバーヘッドキック |

### パーソナルアクション
片手で逆立ちをする。直後の攻撃のスタン値をアップさせることができるが、ヒットしなかった場合は効果が消滅する。
つま先部分に当たり判定が存在し、微力ながらも攻撃としてつなげることが可能。

### 通常投げ
レッグリフトスルー
片足で相手を持ち上げ、逆方向に投げる。
レッグフック
『ストクロ』と『ウルIV』で使用。足で相手を引っかけて捕らえた後、3回連続で回し蹴りをする。
『ウルIV』では回し蹴りヒット時の効果音が弱攻撃のものだったが、オメガエディションでは強攻撃の効果音に変更された。
レッグスタック
『スト6』で使用。

### 特殊技
ハンドスタンドキック
逆立ちして繰り出すリーチの長いキック。中段判定。
ハンドスタンドウィップ
『3rd STRIKE』で追加された技。「ハンドスタンドキック」と比べるとリーチが短いが、隙は少ない。
ラウンドアーチ
『3rd STRIKE』で追加された技。後退して、ローリングソバットを繰り出す。
ラウンドステップ
『ウルIV』のオメガエディションで使用。通常版の立ち強キックが特殊技に昇華した蹴り。一瞬飛び上がって踵回し蹴りを繰り出す。下段無敵。
オメガエディションでの立ち強キックは立ち弱キックを表裏反転させたものになっている。
スライディング
いわゆるスライディングキック。姿勢が低くなるので、相手の飛び道具を潜り抜けられる。

### ターゲットコンボ
ジャンプ弱パンチ→レバー前入れ中キック
『2nd IMPACT』から追加されたターゲットコンボ。
空中の相手には2発目がヒットしない。
ジャンプ中パンチ→レバー前入れ強パンチ
『2nd IMPACT』から追加されたターゲットコンボ。
空中の相手には2発目がヒットしない。上のターゲットコンボよりもヒットし辛い。
立ち強パンチ→立ち強キック
『3rd STRIKE』から追加されたターゲットコンボ。
2連続の回し蹴りを繰り出す。『ウルIV』のオメガエディションでは両脚による2連続蹴り上げ、回し蹴りの連撃になる。
立ち中キック→しゃがみ強パンチ
『3rd STRIKE』から追加されたターゲットコンボ。
最後は相手を蹴り上げるため、「スクラッチホイール」や「スピニングビート」で追撃できる。

### ドライブシステム
ボアチャージ
ドライブリバーサル。

### 必殺技
スクラッチホイール
大きく開脚するように蹴り上げながら跳び上がる対空系の技。
『ウルIV』のオメガエディションのEX版は2回連続で繰り出す。
ライノホーン
前方に跳び込みつつ浴びせ蹴りから逆の足で後ろ蹴りを突き出す突進技。
マレットスマッシュ
孤を描くように跳び、着地ざまに蹴り下ろす。しゃがみガード不可の中段属性技。『スト6』では「リンクシング」の派生技。
スピンサイズ
『2nd IMPACT』から追加された技で、低い姿勢で回転しながら後ろ回し蹴りを2連続で出し、コマンド再入力で最後に二段回し蹴りを決める。EX版は3連続の後ろ回し蹴りの後、追加入力しなければ蹴り上げを出し、ヒット後に空中追撃を狙える。
リンクステイル
『3rd STRIKE』から追加された技。片腕を支えにして両脚を振り回す。立ちガード不可の下段技。
『ウルIV』のオメガエディションのEX版は「真空竜巻旋風脚」の様に相手を前後で巻き込む。
ジラーフネック
『ウルIV』のオメガエディションで使用。逆立ちをして両脚を踵から落とす。しゃがみガード不能の技。
『スト6』ではドライブインパクト。
リンクシング
『スト6』で使用。体を滑るように前進する技。
レオパードスナップ
両足を揃えて蹴る。
ハーベストサークル
「スピニングビート」と同じ動作で蹴り上げる。
リンクスワール
さらに前進する。この技から別の派生技を出すことができ、その場合は強化される。

### スーパーアーツ / ウルトラコンボ
SA1（ストIII）・SC1（ウルIV） - スピニングビート
- ストック数 [1st-2/2nd・3rd-3] ゲージの長さ [1st-64/2nd-88/3rd-80] （単位：ドット）

二連続で低く跳びつつ踵で蹴り上げ（「マレットスマッシュ」の動作を左右逆にした形）、最後に「スクラッチホイール」を繰り出す。
『ウルIV』ではスーパーコンボとして使用。
SA2（ストIII）・UC1（ウルIV） - ブレイブダンス
- ストック数 [1st-1/2nd・3rd-2] ゲージの長さ [1st-96/2nd・3rd-104]

跳び膝蹴りで低空を飛び、相手に蹴りの連続攻撃を浴びせる技。ただし、最初の飛び膝蹴りが空中の相手にヒットした場合は、全段ヒットが難しくなる。
『ストクロ』ではスーパーアーツ、『ウルIV』ではウルトラコンボIとして使用。最初の膝蹴りがヒットすることでロック演出に移行する。連続した回し蹴りとリンクステイルの連続攻撃の後に踵で蹴り上げ、自身も飛び上がりつつ回転した蹴りで相手を舞い上げる。
SA3（ストIII）・UC2（ウルIV） - ヒーリング
- ストック数 [全作-1] ゲージの長さ [1st-120/2nd-112/3rd-128]

地面に手を当て、体力ゲージを回復させる技。回復量は全体力の約1/3前後。回復中は無防備であるため、使用する時期が難しい。また、パンチボタン3つを同時押しすると回復の途中で中断できる。
『ウルIV』ではウルトラコンボIIとして使用。
攻撃技ではないため、SAフィニッシュによる（隠しボスおよび特定CPUキャラクター乱入）が特定条件とされている場合、本技の回復が相手による妨害がなく無事完了した時点でSAフィニッシュと同じ判定が得られる。
SC2（ウルIV） - シルファミュレット
『ウルIV』のオメガエディションのスーパーコンボとして使用。両手を上に挙げた後、自身を起点に風を生じさせ、相手を引き込んで弾き飛ばす。近距離の時ほど威力が高い。威力は高くないがヒット後の吹き飛んだ相手に「ブレイブダンス」で追撃ができる。
SA1（スト6） - ミーティアボレー
「スクラッチホイール」を3回連続で繰り出す。
SA2（スト6） - リヴァイヴダンス
「ライノホーン」から始動する連続攻撃技。攻撃中に下を押すことで攻撃を中断して「ヒーリング」に移行できる。
SA3（スト6） - グラスランドソング
蹴り上げから背景を草原に変え、連続攻撃を繰り出す。クリティカルアーツ版は「リンクステイル」の動作で相手を丸めてから上空に突き上げ、サッカーボールのように蹴り飛ばす。

## 担当声優
- 藤野かほる（『1st』 / 『2nd IMPACT』）
- 翠美恵（『3rd STRIKE』）
- 藤田咲（『ストクロ』日本語版、『ウルIV』日本語版、『スト6』日本語版）
- カレン・ダイアー（英語版）（『ストクロ』英語版、『ウルIV』英語版）

## その他の登場作品
SNK VS. CAPCOM 激突カードファイターズ全シリーズ（トレーディングカードゲーム版も含む）
個別キャラクターカードが存在する。
CAPCOM VS. SNK 2
ロンドンステージの背景の左端に『3rd STRIKE』のエンディングでの洋服姿で登場する（1セット目のみ）。
ポケットファイター
アマゾンステージの背景に登場する。